# Sachsen-Anhalt (Schiff, 2021)
Die Sachsen-Anhalt ist eine Fregatte der Deutschen Marine und die dritte Einheit der Baden-Württemberg-Klasse, auch F125-Klasse genannt. Das nach dem Bundesland Sachsen-Anhalt benannte Kriegsschiff ist die erste Einheit dieses Namens in einer deutschen Marine.

## Geschichte
Die Sachsen-Anhalt wurde am 4. Juni 2014 in Zusammenarbeit zwischen ThyssenKrupp Marine Systems und der Lürssen-Werftgruppe in Hamburg auf Kiel gelegt. Die feierliche Taufe erfolgte am 4. März 2016 in Hamburg. Taufpatin war Gabriele Haseloff, die Ehefrau des Ministerpräsidenten von Sachsen-Anhalt, Reiner Haseloff.
Am 22. Februar 2018 lief die Fregatte zu einer ersten zweiwöchigen Werftprobefahrt aus. Bei dieser wurden die schiffstechnischen Systeme und Anlagen, darunter die Antriebsanlage, das Manövrierverhalten und der schiffstechnische Betrieb der Fregatte getestet. Die Werftprobefahrt führte von Hamburg über die Elbe in die Nordsee und zurück.
Am 30. März 2021 wurde die Sachsen-Anhalt durch das Bundesamt  für  Ausrüstung,  Informationstechnik und Nutzung der Bundeswehr (BAAINBw) von der Arbeitsgemeinschaft F125 abgenommen. Die Indienststellung und Übergabe an das 4. Fregattengeschwader erfolgte am 17. Mai 2021 in Wilhelmshaven im Beisein des Ministerpräsidenten von Sachsen-Anhalt, Reiner Haseloff.
Im November 2023 wurde die Fregatte für Wartungsarbeiten und Ausbesserungen in Bremerhaven in die Lloyd Werft geschleppt und sollte dort für 6 Monate bleiben. Anfang September 2024 war sie noch in der Werft.

## Galerie

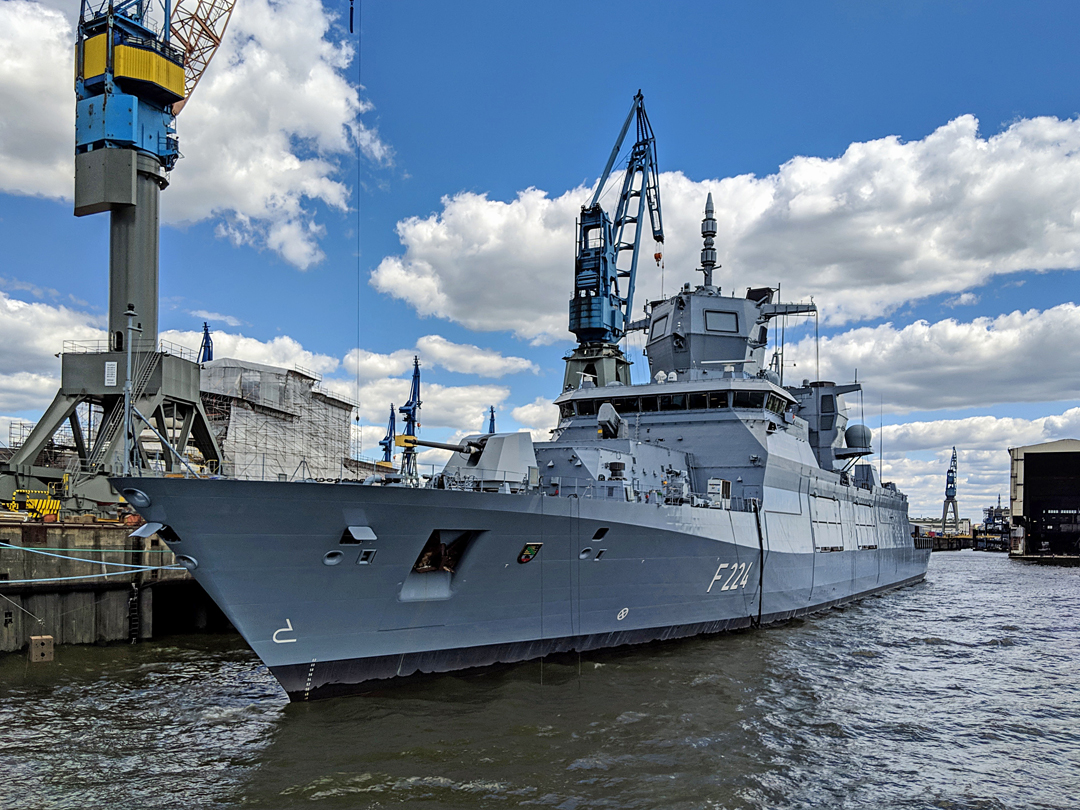
FGS Sachsen-Anhalt in Hamburg, Juni 2018
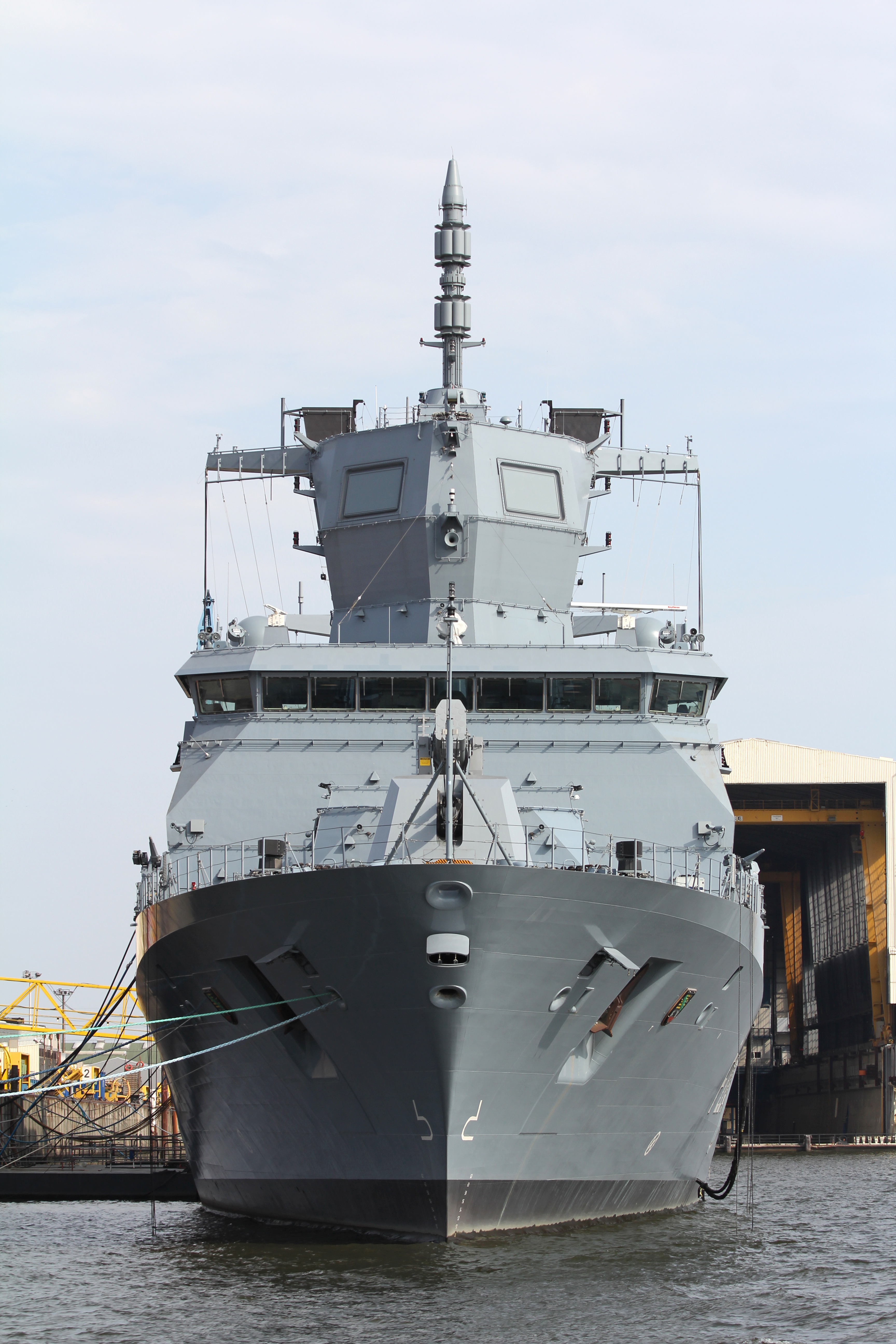
Fregatte F 224 in Hamburg